# Campyloneurum pentaphyllum
Campyloneurum pentaphyllum är en stensöteväxtart som först beskrevs av Carl Ludwig Willdenow, och fick sitt nu gällande namn av Pichi-serm. Campyloneurum pentaphyllum ingår i släktet Campyloneurum och familjen Polypodiaceae. Inga underarter finns listade.